# Perolepis pettiboneae
Perolepis pettiboneae är en ringmaskart som beskrevs av Uschakov 1973. Perolepis pettiboneae ingår i släktet Perolepis och familjen Polynoidae. Inga underarter finns listade i Catalogue of Life.